# 1 v.Chr.
Het jaar 1 v.Chr. is een jaartal volgens de christelijke jaartelling.

## Gebeurtenissen

### Italië
- Keizer Augustus stuurt zijn adoptiefzoon Gaius Vipsanius Agrippa naar Parthië en sluit een vredesverdrag met Phraates V.
- Ovidius schrijft zijn leerdicht Ars Amatoria ("De kunst van de liefde").

### China
- De 8-jarige Han Pingdi (1 v.Chr. - 6 n.Chr.) volgt zijn oom Han Aidi op als keizer van het Chinees Keizerrijk.
- Wang Mang wordt tot co-regent benoemd en regeert over de Westelijke Han-dynastie.

## Geboren
- Lucius Annaeus Seneca, Romeins schrijver en stoïcijns filosoof (overleden 65)